# Sachin Bhatt
Sachin Bhatt, né à Saint-Louis (Missouri), est un acteur américain. 

## Filmographie

### Cinéma
- 2008 : Love Gourou : un danseur
- 2008 : The Ode : Ali
- 2009 : Bollywood Beats : Raj
- 2017 : Destruction Los Angeles : un jeune soldat au triage
- 2018 : Éruption L.A : Kent
- 2018 : Bumblebee : Pilote Hutton
- 2019 : The Way You Look Tonight

### Télévision

#### Séries télévisées
- 2010 : CollegeHumor Originals :
- 2011 : Outsourced : Cousin Manish (2 épisodes)
- 2011 : Futurestates : Rahul
- 2011 : Private Practice : Dr. Barksdale
- 2011 : The Fresh Beat Band : Bob
- 2013 : How I Met Your Mother : un homme
- 2013 : Leçons sur le mariage : Ravi
- 2013 : 2 Broke Girls : Gregg
- 2014 : Growing Up Fisher : Brad
- 2017 : Superior Donuts : Bill
- 2017–2019 : But She's My Best Friend : Joey (13 épisodes)
- 2018 : F*ck Yes : Sam
- 2018 : Dell : Tales of Transformation :
- 2018 : XYXX : Dan
- 2018 : SoS : Secrets of Sex : Robert
- 2019 : Santa Clarita Diet : Marc
- 2019 : Legends of Tomorrow : Coachman / Kamadeva / Sanjay
- 2020 : Magnum : Cal Harper
- 2020 : Into the Dark : Eddie[1]
- 2022 : Hidden Canyons : Karam Varma (9 épisodes)
- 2022 : Grace et Frankie : Stevie Mazza (2 épisodes)
- 2022 : Queer as Folk[2]

#### Téléfilms
- 2011 : Glass Heels : Samdaji Kumar Reshamiya
- 2013 : Divorce : A Love Story : Marty
- 2018 : Dan the Weatherman : Phil